# Chrysopa mindanensis
Chrysopa mindanensis är en insektsart som beskrevs av Banks 1937. Chrysopa mindanensis ingår i släktet Chrysopa och familjen guldögonsländor. Inga underarter finns listade i Catalogue of Life.